# Petite Maine (Maine)
Ne doit pas être confondu avec Petite Maine (Dive).
La Petite Maine est une rivière française qui coule dans les départements de la Loire-Atlantique et de la Vendée à ne pas confondre avec l'autre Petite Maine, rivière de Vienne, Elle se croise avec La Maine elle-même différente de la Maine qui en particulier traverse la ville d'Angers. 

## Communes traversées
| Géographie        | Géographie               |
| ----------------- | ------------------------ |
| Pays traversés    | France                   |
| Départements      | Vendée, Loire-Atlantique |
| Régions traversée | Pays de la Loire         |

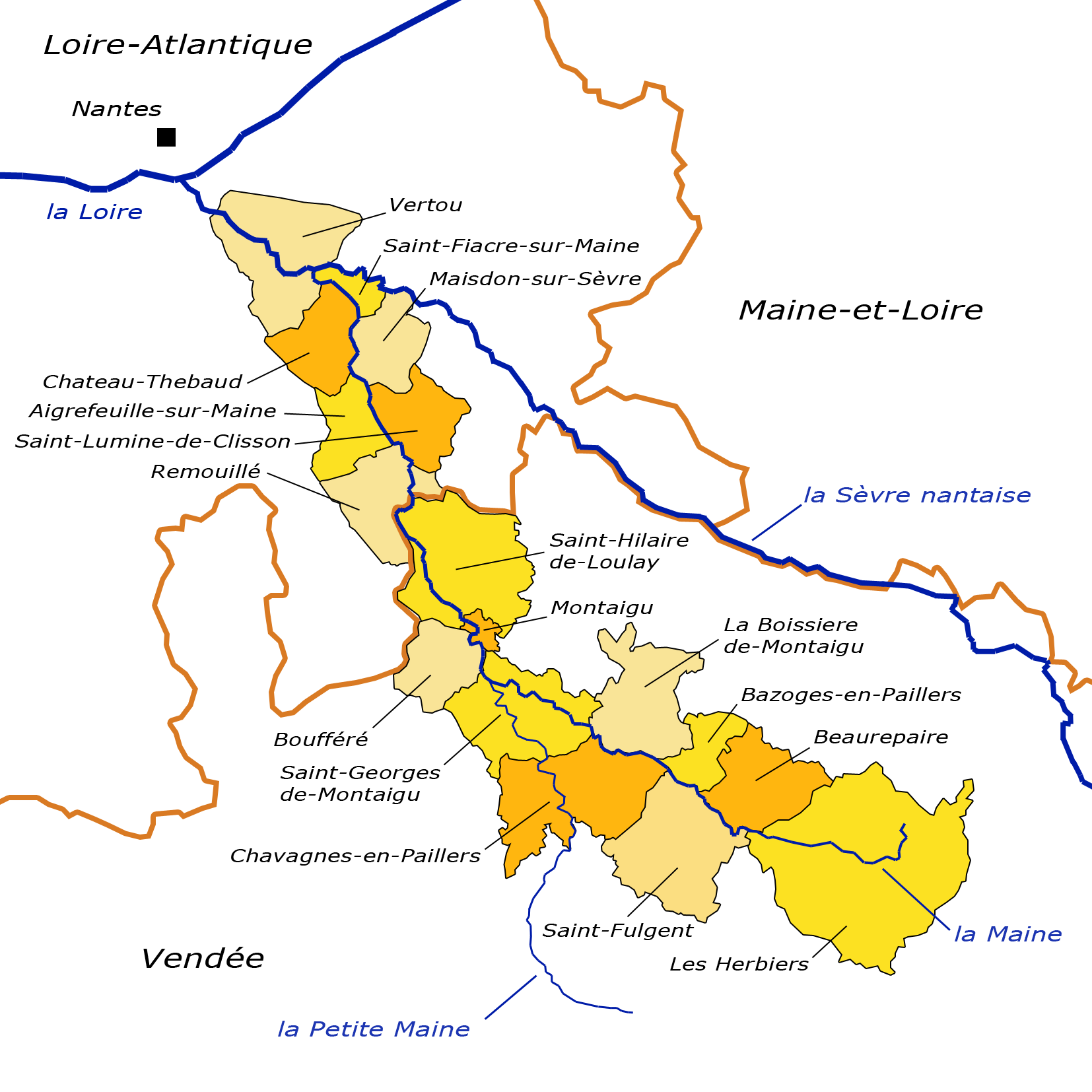
La Petite Maine en Vendée

Les communes traversées sont : Montaigu-Vendée, Remouillé, Saint-Lumine-de-Clisson, Aigrefeuille-sur-Maine, Maisdon-sur-Sèvre, Château-Thébaud, Saint-Fiacre-sur-Maine, Vertou, se jette dans la Sèvre Nantaise.